# Jennifer Hanna
Jennifer Hanna Sutiono née le 26 janvier 1998 à Banjarmasin, est une chanteuse indonésienne, ancienne membre du groupe JKT48 de 2012 à 2016. Elle débute en 2013 avec la Team KIII.

## Discographie

### Avec JKT48
- Heavy Rotation (album JKT48) (id) (2013)
- Mahagita (id) (2016)
- JKT48 Festival Greatest Hits (id) (2017)